# Gesualdo Bufalino
Gesualdo Bufalino (n. 15 noiembrie 1920, Comiso, Sicilia, Regatul Italiei – d. 14 iunie 1996, Vittoria, Sicilia, Italia) a fost un scriitor italian.
A câștigat Premiul Strega în 1988 pentru Le menzogne della notte.